# Rejuvenation Research
Rejuvenation Research är en vetenskaplig tidskrift som ges ut varannan månad och som är referentgranskad och publiceras av Mary Ann Liebert. Tidskriften behandlar forskning om föryngring och biogerontologi. Tidskriften grundades 1998. Den nuvarande chefredaktören är Ben Zealley. Det är den officiella tidskriften för European Society of Preventive, Regenerative and Anti-Aging Medicine samt för PYRAMED: World Federation and World Institute of Preventive & Regenerative Medicine.
Tidskriften uppvisade ovanliga nivåer av självcitering och dess påverkansfaktor från 2019 stängdes av från Journal Citation Reports 2020, en sanktion som drabbade totalt 33 tidskrifter. Tidskriftens impact factor för 2020 gjordes dock tillgänglig igen i juni 2021.

## Historia
Tidskriften grundades 1998 som Journal of Anti-Aging Medicine med Michael Fossel (Michigan State University) som chefredaktör. Den fick sin nuvarande titel 2004, när Aubrey de Grey tillträdde som chefredaktör. Den nuvarande tillförordnade chefredaktören är Ben Zealley.

### SENS-konferenser
Tidskriften publicerar sammanfattningar från SENS Research Foundations konferenser.

## Abstraktion och indexering
Föryngringsforskning är refererad och indexerad i:
- MEDLINE